# Ernst Arndt
Ernst Arndt (3 de fevereiro de 1861 – c. setembro de 1942) foi um ator de teatro e cinema alemão, notável por sua carreira na Áustria. Ernst nasceu em Magdeburgo, Alemanha.